# Zsolt Baló
Zsolt Baló (ur. 21 października 1971 w Miercurea-Ciuc) – rumuńsko-węgierski łyżwiarz szybki, olimpijczyk.

## Kariera
Podczas Zimowych Igrzysk Olimpijskich 1992, 20-letni Zslot Baló, z rumuńskiej reprezentacji, wziął udział w czterech konkurencjach łyżwiarstwa szybkiego: bieg na 500 m (36. miejsce), bieg na 1000 m (26. miejsce), bieg na 1500 m (33. miejsce) oraz bieg na 5000 m (33. miejsce). Baló uczestniczył także w Zimowych Igrzyskach Olimpijskich 1994, gdzie po raz kolejny w rumuńskiej reprezentacji wziął udział w konkurencjach łyżwiarstwa szybkiego: bieg na 500 m (38. miejsce), bieg na 1000 m (36. miejsce) oraz bieg na 1500 m (26. miejsce). W 1994 roku zmienił obywatelstwo, dlatego podczas Zimowych Igrzyskach Olimpijskich 1998 wystąpił w reprezentacji węgierskiej. Podczas tych igrzysk wziął udział w trzech konkurencjach łyżwiarstwa szybkiego: bieg na 500 m (37. miejsce), bieg na 1000 m (42. miejsce) oraz bieg na 1500 m (42. miejsce). Jego ostatnie zimowe igrzyska olimpijskie miały miejsce w 2002 roku w Salt Lake City. Podczas tych igrzysk po raz kolejny wziął udział w trzech konkurencjach łyżwiarstwa szybkiego: bieg na 500 m (31. miejsce), bieg na 1000 m (31. miejsce) oraz bieg na 1500 m (30. miejsce).
Zsolt Baló wielokrotnie startował m.in. w mistrzostwach Europy w wieloboju czy w mistrzostwach świata w wieloboju sprinterskim.

## Rekordy życiowe
| Dystans     | Czas     | Data           | Miejsce        |
| ----------- | -------- | -------------- | -------------- |
| 500 m       | 36.24    | 9 lutego 2002  | Salt Lake City |
| 1000 m      | 1:10.57  | 9 lutego 2002  | Salt Lake City |
| 1500 m      | 1:48.27  | 9 lutego 2002  | Salt Lake City |
| 3000 m      | 4:13.37  | 1 marca 1991   | Calgary        |
| 5000 m      | 7:03.52  | 2 lutego 2001  | Heerenveen     |
| 10 000 m    | 16:38.77 | 28 lutego 1993 | Miercurea-Ciuc |
| [ 2 ] [ 3 ] |          |                |                |